# 한림초등학교 비양분교
한림초등학교 비양분교는 대한민국 제주특별자치도 제주시에 있는 공립 초등학교이다.

## 학교 연혁
- 1953.04.01. 재릉국민학교 비양분교장 인가
- 1953.04.09. 가교사에서 개학
- 1956.03.01. 가교실 신축(21평)
- 1966.03.01. 비양국민학교 인가
- 1966.03.01. 개교
- 1982.03.01. 한림국민학교 비양분교장 인가
- 1995.09.15. 3개 교실 개축
- 1996.03.01. 한림초등학교 비양분교장 개칭
- 2010.03.01. 1학급 인가(3개 학년)
- 2011.03.01. 2학급 인가(4개 학년)
- 2012.10.19. 교실 및 화장실 수리
- 2013.11.29. 어린이놀이시설 교체 및 정비
- 2014.07.26. 장애인 편의시설 및 화장실 신축
- 2015.03.01. 2학급 인가(3개 학년)
- 2016.03.01. 2학급 인가(3개 학년)
- 2016.05.24. 사택 증축 및 기존 사택 수리
- 2017.02.10. 본교 제92회(분교장 제45회) 1명 졸업
- 2018.03.01. 1학급 인가(4,6학년 복식)

## 참고 자료
- 한림초등학교비양분교장 - 한국교육학술정보원 학교알리미